# Lophuromys melanonyx
Lophuromys melanonyx är en däggdjursart som beskrevs av Franz Petter 1972. Lophuromys melanonyx ingår i släktet borstpälsade möss, och familjen råttdjur. Inga underarter finns listade i Catalogue of Life.
Denna gnagare förekommer i Etiopiens centrala högland. Den vistas i regioner som ligger mellan 3100 och 4300 meter över havet. Habitatet utgörs av gräsmarker.
Kroppslängden (huvud och bål) är 12 till 18 cm, svanslängden är 3 till 10 cm och vikten ligger vid 60 till 142 g. Djuret har 2,1 till 2,5 cm långa bakfötter och 1,9 till 2,6 cm stora öron. Arten är så störst i släktet. På ovansidan förekommer spräcklig gråbrun päls med några ljusa punkter och undersidan är täckt av krämfärgad päls utan rödbrun skugga. Vid de gråa öronen förekommer ljus orange tofsar. De svarta klorna står i kontrast till de ljusa tassarna. Svansen har en mörk topp och sedan är den ljus. Antalet spenar vid honans ljumske är fyra.
Individerna sover på natten i sina underjordiska bon och de letar på dagen efter föda. De äter främst blad av örter tillhörande de tvåhjärtbladiga växterna som kompletteras med andra växtdelar och insekter. Arten bildar blandade kolonier med Arvicanthis blicki som istället föredrar enhjärtbladiga växter som föda. Honor kan para sig hela året men de flesta ungar föds under regntiden. Antagligen har en hona upp till två kullar per år och per kull föds cirka två ungar.
Lophuromys melanonyx faller offer för etiopisk varg och för rovlevande fåglar.
Intensiv skötsel av boskapsdjur som äter mer gräs än tillgänglig minskar de lämpliga ytorna för gnagaren. Hotet finns inte i Balebergens nationalpark. IUCN kategoriserar arten globalt som sårbar.